# 旭日街道 (伊春市)
旭日街道是中华人民共和国黑龙江省伊春市伊美区下辖的一个街道办事处。
2016年，伊春市人民政府批准撤销旭日街道办事处，各社区由伊春区直辖。2019年6月，国务院同意调整伊春市部分行政区划，撤销伊春区，新设伊美区；同年，伊春市人民政府批准恢复设立旭日街道办事处

## 行政区划
旭日街道下辖以下村级行政区划单位：
繁荣社区、正阳社区、铁林社区、站前社区、复建社区、机修社区、中心社区、团结社区、爱民社区、育林社区和森东社区。